# Tsuyoshi Shimamura
Tsuyoshi Shimamura (født 10. august 1985) er en japansk fodboldspiller, som spiller for den japanske fodboldklub Shonan Bellmare.